# 리처드 보처즈
리처드 유언 보처즈(영어: Richard Ewen Borcherds IPA: [ˈrɪtʃə(r)d ˈjuːən ˈbɔ(r)tʃə(r)dz], 1959년 11월 29일 ~ )는 군론과 리 대수, 수리물리학을 연구하는 영국의 수학자이다.

## 생애
남아프리카 공화국의 케이프타운에서 태어났으며, 버밍엄의 킹에드워드 학교(영어: King Edward’s School)에서 교육 받은 후, 케임브리지 대학교에서 존 호턴 콘웨이의 지도 아래에 박사학위를 받았다. 박사학위 후 케임브리지 대학을 비롯한 여러 곳에서 수학을 가르쳤고, 현재는 캘리포니아 대학교 버클리 분교에서 수학과 교수로 재직 중이다. 1998년 독일의 베를린에서 열린 제23차 세계 수학자 대회에서, 막심 콘체비치, 윌리엄 티머시 가워스, 커티스 맥멀런과 함께 필즈상을 수상하였다.

## 업적
보처즈의 많은 업적들 중 가장 유명한 것은 유한군에 대한 업적이다. 보처즈는 등각 장론의 공리화인 꼭짓점 연산자 대수의 개념을 정의하였고, 이것을 이용하여 존 호턴 콘웨이와 사이먼 노턴(Simon Norton)이 제안한 가공할 헛소리(영어: monstrous moonshine) 추측을 증명하였다. 헛소리는 괴물군의 기약 표현과 j-불변량의 푸리에 급수의 계수 사이의 관계이며, 보처즈는 이를 보손 끈 이론을 리치 격자(24차원의 유니모듈러 격자)이 축소화한 꼭짓점 연산자 대수를 사용하여 증명하였다. 최근에는, 보처즈는 양자장론을 수학적으로 엄밀하게 정의하는 것을 연구하고 있다.

## 참고 문헌
- “Borcherds, Gowers, Kontsevich, and McMullen receive Fields medals” (PDF). 《Notices of the American Mathematical Society》 (영어) 45 (10): 1358–1360. 1998년 10월.
- Lepowsky, James (1999년 1월). “The work of Richard Borcherds” (PDF). 《Notices of the American Mathematical Society》 (영어) 46 (1).
- Borcherds, Richard E. (2002년 9월). “What is … the monster?” (PDF). 《Notices of the American Mathematical Society》 (영어) 49 (9).